# 코로니스

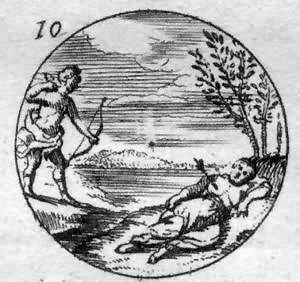

그리스 신화에서 코로니스는 태양과 음악의 신인 아폴론을 사랑하였다. 그러나 아폴론은 신이었기 때문에 늙지 않고 죽지 않는다지만, 자신은 인간이기 때문에 늙어 죽을 수 있어서, 아폴론이 나중에 그녀를 버릴 수 있다는 생각을 하였다. 결국 코로니스는 인간인 이스키스라는 젊은 남자와 사랑에 빠져, 마침내 이스키스와 결혼한다. 아폴론의 아이를 밴 채 다른 남자와 결혼을 한 코로니스는, 결국 아폴론이 감시용으로 보낸 까마귀의 말을 듣자, 아폴론은 코로니스를 활로 쏘아 죽여버린다.
하지만 아폴론은 뒤늦게 후회하고, 멋대로 고자질을 한 까마귀를 흰색에서 검은색으로 만들어 버린다. 그리고 코로니스가 죽기 이전에 가까스로 자신의 아이를 구하여, 켄타우로스 종족의 현자인 케이론에게 보내 의술을 배우게 한다. 이 아이의 이름은 아스클레피오스로 의학, 의술의 신이다.

## 같이 보기
- 카산드라
- 키파리소스